# Nicolaaskerk (Hemelum)
De Nicolaaskerk is een kerkgebouw in Hemelum in de Nederlandse provincie Friesland.

## Beschrijving
De zaalkerk uit 1668 is gebouwd op fundamenten van de oude Benedictijnen kloosterkapel. De kerk was oorspronkelijk gewijd aan Nicolaas van Myra. In 1816 en in 1896 (toren) is de kerk met transept gewijzigd en vernieuwd.
Het orgel uit 1843 is gemaakt door L. van Dam en Zonen en geschonken door jhr. Gerard Regnier Gerlacius van Swinderen en Constantia Johanna barones Rengers.

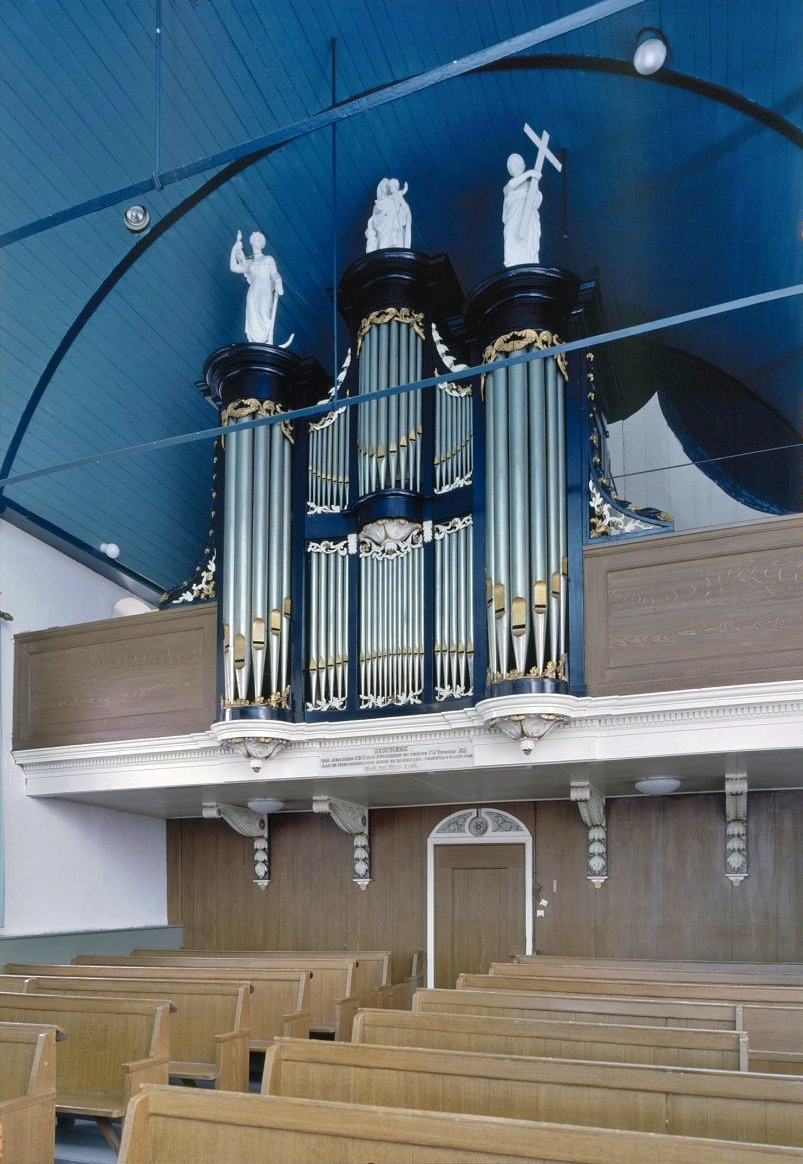
Interieur met orgel (2000)
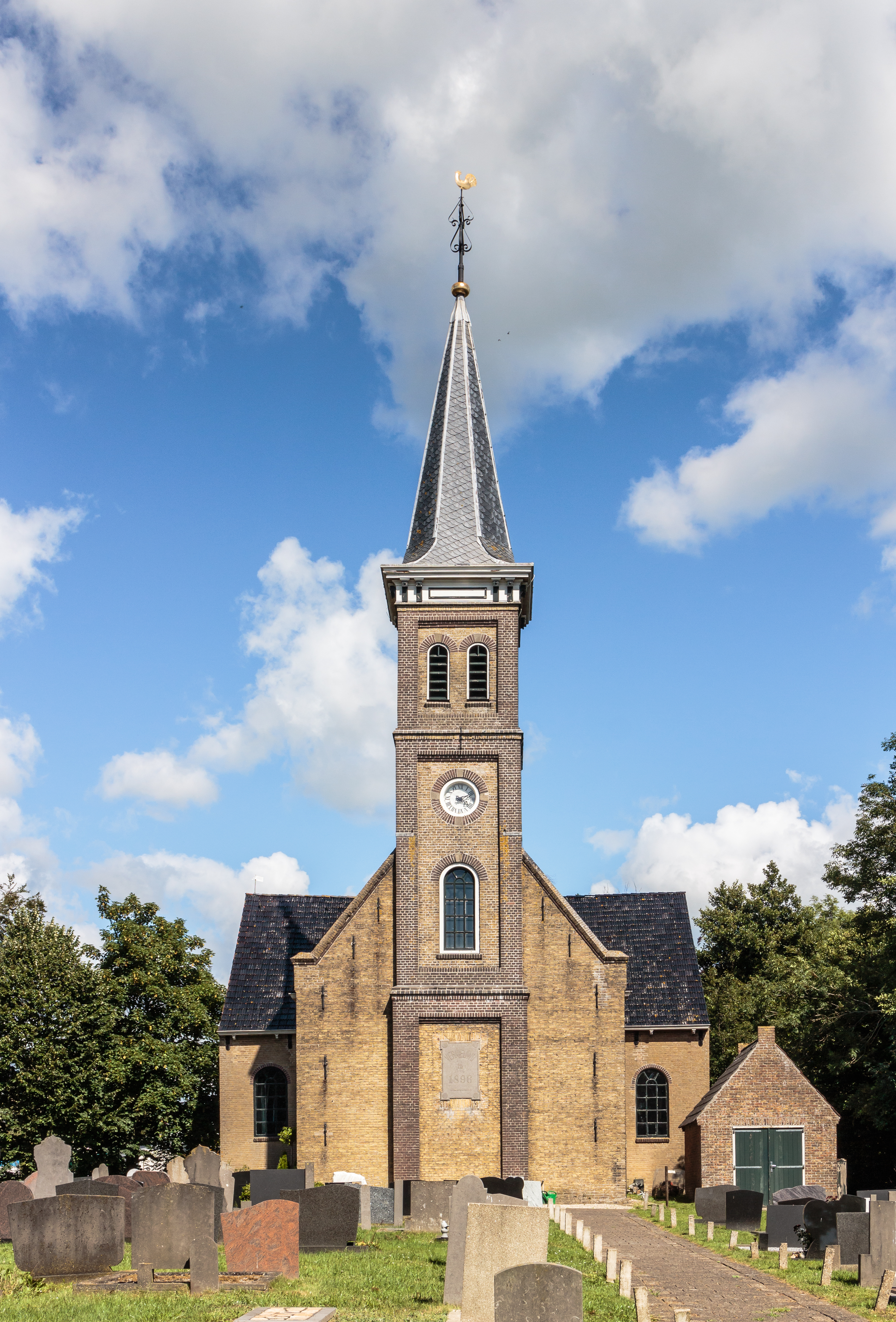
Westzijde